# Токсикологічна хімія
Токсикологічна хімія — наука, що вивчає методи виділення, очищення, виявлення і кількісного визначення отруйних та сильнодіючих речовин, а також продуктів їх метаболітів в об'єктах різноманітної природи: біологічному матеріалі тваринного та рослинного походження, викидах промислових підприємств у вигляді стічних вод, викидів в атмосферу і на ґрунт, у сільськогосподарській продукції, тощо. Виникла з потреб токсикології і є однією з її складових частин.
На початку свого розвитку токсикологічна хімія була пов'язана переважно з судово-медичною токсикологією і називалась «Судовою хімією». Надалі «Судова хімія» трансформувалась у «Токсикологічну хімію» і стала її складовою.
Токсикологічна хімія використовує ряд фундаментальних (хімія, фізика, біологія) і прикладних наук (біологічна хімія, фармацевтична хімія, фармакогнозія, фармакологія).

## Завдання токсикологічної хімії
Перед наукою стоїть удосконалення та пошук нових методів виявлення отрут та їх дія у різноманітних об'єктах; розробка ефективних методів очистки досліджуваних витяжок та удосконалення методів і реакцій виявлення з них токсичних речовин; розробка і впровадження методів визначення кількісних значень токсичних речовин.
У зв'язку з інтенсивним застосуванням хімічних речовин у харчовій і косметичній промисловості все більшого значення набуває хіміко-токсикологічний аналіз їх продуктів виробництва.

## Основні розділи токсикологічної хімії
Можна виділити такі основні розділи:
- судова хімія, яка вивчає методи дослідження отруйних речовин у біологічних матеріалах людей, що загинули;
- лабораторний експрес-аналіз гострих інтоксикацій по виявленню отруйних речовин в організмах живих людей для визначення методів лікування;
- аналіз залишкових кількостей пестицидів вивчає методи виявлення отруйних речовин у воді, ґрунті для запобігання захворювань або загибелі людей;
- санітарно-хімічний аналіз вивчає способи і методи ідентифікації та кількісного визначення токсичних речовин у повітрі виробничих підприємств для попередження професійних захворювань.[4]

## Об'єкти токсикологічної хімії
Токсикологічна хімія працює з біологічними матеріалами взятими з трупів, які отримали смертельну дозу отрути (кров, сеча, блювотні маси, тощо) або від живих людей (кров, сеча, блювотні або калові маси, промивні води шлунка).
Об'єктами дослідження може бути те, що могло викликати отруєння (їжа, вода, медикаменти, повітря, хімічні речовини та інше). Також вивчається одяг, посуд, флакони з під ліків та інше, що може містити залишки отруйних речовин.